# Џон Кенеди
Џон Фицџералд „Џек“ Кенеди (енгл. John Fitzgerald "Jack" Kennedy; Бруклајн, 29. мај 1917 — Далас, 22. новембар 1963) је био 35. председник Сједињених Америчких Држава од 1961. до 1963. године као члан Демократске странке. Кенеди је био најмлађи изабрани председник и први римокатолик на том месту.
Атентат на њега, 22. новембра 1963. године се често сматра кључним моментом америчке историје 1960-их. Званична верзија је да га је убио бивши маринац Ли Харви Освалд у Даласу, приликом званичне политичке посете Тексасу, мада постоје сумње да се ради о завери.

## Детињство и младост
Џон Фицџералд Кенеди рођен је у Билс улици 83 у Бруклајну, држава Масачусетс 29. маја 1917. у три сата ујутру. Био је други син Џозефа П. Кенедија и Роуз Фицџералд. Кенеди је живео у Бруклину десет година и похађао школу Едвард Девотион, Нобл и Гринаут, нижу школу и школу Декстер, до 4. разреда. Године 1927. породица се преселила Авенију Независности број 5040 у Равендалу у Бронксу, држава Њујорк, а две године касније преселили су се у улицу Понфилд број 234. (Бронквил, Њујорк), где је Кенеди био члан Извиђача Трупа 2 (он је био први извиђач који је постао председник). Кенеди је проводио лета са својом породицом у њиховој кући у Хијаниспорту у Масачусетсу. Божић и Ускрс проводио је са породицом у њиховој зимској кући у Палм Бичу на Флориди. Од 3. до 7. разреда ишао је у школу Ривендејл Канчри, приватну школу за дечаке. У 8. разреду у септембру 1930. тринаестогодишњи Кенеди прешао је у школу Кентербeри у Њу Милфолду. Крајем априла 1931. имао је запаљење црева, после чега се исписао из Кентербeрија и опоравио код куће.
Од септембра 1931. године, Кенеди је похађао од 8. до 12. разреда The Choate School у Валингфорту. Његов старији брат Џоу Млађи је похађао ову школу већ две године и био је фудбалска звезда и водећи ученик у школи. Џон је прву годину провео у сенци свог брата, бунтовно се понашао и тиме привукао пажњу одређених људи са истим интересовањима. Њихов најпознатији несташлук био је да су петардама разнели тоалет даску. На наредном окупљању, строги директор школе, махао је тоалет даском и говорио о извесним „фацама“ који ће „бити бачени у море“. Пркосни Џек Кенеди је у инат свом брату основао групу коју је назвао The Muckers Club, групу је осим њега чини његов пријатељ и цимер Кирк Лемојн „Лем“ Бајлингс. Док је био у школи, Кенеди је имао здравствене проблеме, што је кулминирало 1934. када је хитно хоспитализован у болници Јејл - у Њу Хејвен. У јуну 1934, дијагностикован му је да болује од колитиса. Кенеди је дипломирао у јуну 1935. За школски годишњак, чији је био бизнис менаџер, Кенеди је изабран гласовима за најуспешнијег студента.
Септембра 1935. први пут је отпутовао у иностранство, са родитељима и сестром Кетлин у Лондон, са намером да студира у Лондонској школи економије као и његов старији брат Џо. Постоји неизвесност о томе шта је радио на ЛСЕ пре повратка у Америку када је у октобру 1935. касно уписао и провео шест недеља на Универзитету Принстон. Потом је био у болници два месеца на посматрањима због могућности обољевања од леукемије. Опорављао се у Кенедијевој викендици на Палм бичу, где је провео пролеће 1936. радећи на ранчу за узгој стоке од око 40.000 хектара (160 km²) недалеко од Бенсона (Аризона).

## Председнички избори 1960.
|                                      |                        |
| Телевизијска реклама из кампање 1960 | Плакат кампање из 1960 |

17. децембра 1959. процурило је писмо Кенедијевог штаба које је требало да буде послато „активним и утицајним демократама“ у којем се наводи да ће своју председничку кампању објавити 2. јануара 1960. Кенеди је 2. јануара 1960. објавио своју кандидатуру за демократску председничку номинацију. Иако су неки доводили у питање Кенедијеве године и искуство, његова харизма и елоквенција донели су му бројне присталице. Многи Американци су имали антикатоличке ставове, али Кенедијева гласна подршка раздвајању цркве и државе помогла је да се ситуација смири. Његова религија му је такође помогла да придобије привржене следбенике међу многим католичким гласачима. Кенеди се суочио са неколико потенцијалних изазивача за номинацију демократа, укључујући лидера већине у Сенату Линдона Б. Џонсона, Адлаја Стивенсона II и сенатора Хуберта Хамфрија.
Кенедијева председничка кампања била је породична афера, финансирана од стране његовог оца и његовог млађег брата Роберта, који је био менаџер његове кампање. Џон је више волео саветнике за политику Иви Лиге, али за разлику од свог оца, уживао је у политици Масачусетса и изградио је углавном ирски тим кампањаца, на челу са Ларијем О'Брајаном и Кенетом О'Донелом. Кенеди је много путовао како би изградио своју подршку међу демократским елитама и бирачима. У то време, партијски званичници су контролисали већину делегата, али је неколико држава такође одржало предизборе, а Кенеди је покушао да победи на неколико предизбора како би повећао своје шансе за победу. У свом првом великом тесту, Кенеди је победио на предизборним изборима у Висконсину, што је ефективно окончало Хамфријеве наде да ће победити на председничким изборима. Ипак, Кенеди и Хамфри су се суочили на конкурентским предизборима у Западној Вирџинији на којима Кенеди није могао имати користи од католичког блока, као што је имао у Висконсину. Кенеди је победио на предизборима Западне Вирџиније, импресионирајући многе у странци, али на почетку Демократске националне конвенције 1960. није било јасно да ли ће победити на номинацији.
Када је Кенеди ушао на конвенцију, имао је највише делегата, али недовољно да би био сигуран да ће победити на номинацији. Стивенсон — председнички кандидат 1952. и 1956. — остао је веома популаран у странци, док се Џонсон такође надао да ће добити номинацију уз подршку партијских лидера. Кенедијева кандидатура се такође суочила са противљењем бившег председника Харија С. Трумана, који је био забринут због Кенедијевог недостатка искуства. Кенеди је знао да друго гласање може дати номинацију Џонсону или неком другом, а његова добро организована кампања успела је да добије подршку тек толико делегата да добије председничку номинацију на првом гласању.
Кенеди је игнорисао противљење свог брата, који је желео да одабере лидера радничких снага Волтера Ројтера и друге либералне присталице када је изабрао Џонсона за свог потпредседника. Веровао је да би му сенатор из Тексаса могао помоћи да добије подршку југа. Избор је разбеснео многе у трудноћи. Председник АФЛ-ЦИО Џорџ Мини назвао је Џонсона „главим непријатељем рада”, док је председник АФЛ-ЦИО Илиноиса Рубен Содерстром тврдио да је Кенеди „направио будале од вођа америчког радничког покрета”. Прихватајући председничку номинацију, Кенеди је одржао свој добро познати говор „ Нове границе “, рекавши: „Јер проблеми нису сви решени и битке нису све добијене — а ми данас стојимо на ивици Нове границе. . Али Нова граница о којој говорим није скуп обећања – то је скуп изазова. Не сумира оно што намеравам да понудим америчком народу, већ оно што намеравам да тражим од њих.“
На почетку јесење изборне кампање, републикански кандидат и актуелни потпредседник Ричард Никсон имао је предност од шест поена у анкетама. Главна питања су укључивала како поново покренути привреду, Кенедијев римокатолицизам, Кубанску револуцију и да ли су свемирски и ракетни програми Совјетског Савеза надмашили програме САД-а. - правећи, рекао је Министарском удружењу Великог Хјустона 12. септембра 1960: „Ја нисам католички кандидат за председника. Ја сам кандидат Демократске странке за председника који је такође католик. Ја не говорим у име своје Цркве о јавним стварима — и Црква не говори уместо мене.“ Кенеди је реторички довео у питање да ли је једна четвртина Американаца стављена у другоразредно држављанство само зато што су католици, и једном је изјавио да ме „[нико] није питао моју религију [служећи морнарици] у јужном Пацифику“.  Упркос Кенедијевим напорима да угуши антикатоличку забринутост и сличним изјавама истакнутих протестантских личности, верска нетрпељивост би пратила демократског кандидата до краја кампање. Његов резултат међу белим протестантима би на крају био нижи од резултата Адлаја Стивенсона 1956. године, иако је Стивенсон изгубио изборе. Неки католички лидери су такође изразили резерве према Кенедију, али се велика већина лаика окупила за њега.
Кенедијева кампања је добила замах након прве дебате, а он је у већини анкета повукао мало испред Никсона. На дан избора, Кенеди је победио Никсона на једним од најближих председничких избора 20. века. На националном народном гласању, према већини рачуна, Кенеди је предводио Никсона са само две десетине једног процента (49,7% према 49,5%), док је на Електоралном колеџу освојио 303 гласа према Никсоновим 219 (269 је било потребно за победу). Четрнаест електора из Мисисипија и Алабаме одбило је да подржи Кенедија због његове подршке покрету за грађанска права; гласали су за сенатора Харија Ф. Бирда из Вирџиније, као и електор из Оклахоме. Четрдесет три године, Кенеди је био најмлађа особа икада изабрана за председника (иако је Теодор Рузвелт био годину дана млађи када је, као потпредседник, наследио место председника након убиства Вилијама Мекинлија 1901).

## Председништво (1961—1963)
Џон Ф. Кенеди је положио заклетву као 35. председник у подне 20. јануара 1961. године. У свом инаугурационом обраћању, он је говорио о потреби да сви Американци буду активни грађани: „Не питајте шта ваша земља може да уради за вас – питајте шта можете да урадите за своју земљу. Замолио је нације света да се придруже у борби против онога што је назвао „заједничким непријатељима човека: тираније, сиромаштва, болести и самог рата“. Додао је он:
„Све ово неће бити готово у првих сто дана. Нити ће то бити завршено у првих хиљаду дана, нити у животу ове Управе, па чак ни можда у нашем животу на овој планети. Али хајде да почнемо." На крају, проширио је своју жељу за већим интернационализмом: „Коначно, било да сте грађани Америке или грађани света, тражите од нас овде исте високе стандарде снаге и жртве које тражимо од вас.

### Спољна политика
Кенедијевом спољном политиком су доминирале америчке конфронтације са Совјетским Савезом, које су се манифестовале у надметањима у заступницима у раној фази Хладног рата. Године 1961. са стрепњом је очекивао самит са совјетским премијером Никитом Хрушчовом . Почео је погрешном ногом тако што је агресивно реаговао на рутински говор Хрушчова о хладноратовској конфронтацији почетком 1961. Говор је био намењен домаћој публици у Совјетском Савезу, али га је Кенеди протумачио као лични изазов. Његова грешка је помогла подизању тензија на самиту у Бечу јуна 1961.
На путу до самита, Кенеди се зауставио у Паризу да се састане са француским председником Шарлом де Голом, који га је саветовао да игнорише Хрушчовљев абразивни стил. Француски председник се плашио претпостављеног утицаја Сједињених Држава у Европи. Ипак, де Гол је био прилично импресиониран младим председником и његовом породицом. Кенеди се на то осврнуо у свом говору у Паризу, рекавши да ће остати упамћен као "човек који је пратио Џеки Кенедија у Париз".
4. јуна 1961. Кенеди се састао са Хрушчовим у Бечу и напустио састанке љут и разочаран што је дозволио премијеру да га малтретира, упркос упозорењима која је добио. Хрушчов је, са своје стране, био импресиониран председниковом интелигенцијом, али га је сматрао слабим. Кенеди је успео да Хрушчову пренесе суштину о најосетљивијем питању пред њима, о предложеном споразуму између Москве и Источног Берлина. Он је јасно ставио до знања да ће се сваки споразум којим се мешају у права САД на приступ Западном Берлину сматрати ратним чином. Убрзо након што се Кенеди вратио кући, СССР је објавио свој план да потпише споразум са Источним Берлином, којим се поништавају било каква окупаторска права трећих страна у оба дела града. Депресиван и љут, Кенеди је претпоставио да је његова једина опција да припреми земљу за нуклеарни рат, за који је лично мислио да има једну од пет шансе да се догоди.
У недељама непосредно након самита у Бечу, више од 20.000 људи побегло је из источног Берлина у западни сектор, реагујући на изјаве СССР-а, Кенеди је започео интензивне састанке о питању Берлина, где је и Дин Ачисон преузео вођство у препоруци војног јачања уз НАТО савезници. У говору из јула 1961. Кенеди је објавио своју одлуку да дода 3,25 долара милијарди (еквивалентно 34,20 долара милијарди у 2024 ) буџету за одбрану, заједно са преко 200.000 додатних војника, наводећи да ће напад на Западни Берлин бити схваћен као напад на САД. Говор је добио 85% одобрења.
Месец дана касније, и Совјетски Савез и Источни Берлин почели су да блокирају сваки даљи пролаз Источних Немаца у Западни Берлин и подигли су ограде од бодљикаве жице, које су брзо надограђене на Берлински зид, око града. Кенедијева почетна реакција била је да ово игнорише, све док се настави слободан приступ Западном Берлину са Запада. Овај курс је промењен када су становници Западног Берлина изгубили поверење у одбрану своје позиције од стране Сједињених Држава. Кенеди је послао потпредседника Џонсона и Луцијуса Д. Клеја, заједно са мноштвом војног особља, у конвој кроз Источну Немачку, укључујући контролне пунктове са совјетским оружјем, да демонстрирају сталну посвећеност САД Западном Берлину.
Кенеди је одржао говор на колеџу Сент Анселм 5. маја 1960. у вези са понашањем Америке у настајању хладног рата. Његово обраћање је детаљно изнело како сматра да америчка спољна политика треба да се води према афричким нацијама, примећујући наговештај подршке модерном афричком национализму рекавши: „Јер и ми смо основали нову нацију на устанку од колонијалне владавине“.

#### Инвазија на Кубу и залив свиња
Ајзенхауерова администрација је направила план за збацивање режима Фидела Кастра на Куби. Предвођен Централном обавештајном агенцијом (ЦИА), уз помоћ америчке војске, план је био за инвазију на Кубу од стране контрареволуционарне побуне састављене од америчких обучених кубанских изгнаника против Кастра  на челу са паравојни официри ЦИА. Намера је била да се нападне Куба и подстакне устанак међу кубанским народом, надајући се да ће Кастро уклонити са власти. Кенеди је одобрио коначни план инвазије 4. априла 1961. године.
Инвазија на Залив свиња почела је 17. априла 1961. године. 1500 Кубанаца обучених у САД, названих Бригада 2506, искрцало се на острво. Америчка ваздушна подршка није пружена. Директор ЦИА Ален Далс је касније изјавио да су мислили да ће Кенеди одобрити сваку акцију која је потребна за успех када трупе буду на терену.
До 19. априла 1961. кубанска влада је ухватила или убила прогнане који су нападали, а Кенеди је био приморан да преговара о ослобађању 1.189 преживелих. Двадесет месеци касније, Куба је ослободила заробљене прогнане у замену за 53 долара милион хране и лекова. Инцидент је учинио да Кастро буде опрезан према САД и навео га је да верује да ће доћи до још једне инвазије.

#### Латинска Америка и комунизам
Верујући да ће „они који онемогућавају мирну револуцију, учинити насилну револуцију неизбежном“, Кенеди је настојао да обузда уочену претњу комунизма у Латинској Америци оснивањем Алијансе за напредак, која је слала помоћ неким земљама и тражила веће стандарде људских права у региону. Блиско је сарађивао са гувернером Порторика Луисом Муњосом Марином на развоју Алијансе напретка и почео да ради на унапређењу аутономије Порторика.
Администрација Ајзенхауера је, преко ЦИА-е, почела да формулише планове за убиство Кастра на Куби и Рафаела Трухиља у Доминиканској Републици . Када је Кенеди преузео дужност, приватно је дао инструкције ЦИА-и да сваки план мора укључивати уверљиво порицање од стране САД. Његов јавни став је био у опозицији. У јуну 1961, лидер Доминиканске Републике је убијен; наредних дана, државни подсекретар Честер Боулс је предводио опрезну реакцију нације. Роберт Кенеди, који је увидео прилику за САД, назвао је Боулса „бездушним копилом“ у лице. 

#### Говор западног Берлина
Године 1963. Немачка је трпела период посебне рањивости због совјетске агресије на исток, као и предстојећег пензионисања западнонемачког канцелара Аденауера. У исто време, француски председник Шарл де Гол покушавао је да изгради француско-западнонемачку противтежу америчкој и совјетској сфери утицаја. Кенедијевим очима ова француско-немачка сарадња је деловала усмерена против утицаја НАТО-а у Европи.
Да би ојачао савез САД са Западном Немачком, Кенеди је отпутовао у Западну Немачку и Западни Берлин у јуну 1963. Кенеди је 26. јуна обишао Западни Берлин, што је кулминирало јавним говором у градској већници Западног Берлина пред стотинама хиљада ентузијастичних Берлинчана. Поновио је америчку посвећеност Немачкој и критиковао комунизам, а наишао је на екстатичан одговор огромне публике. Кенеди је искористио изградњу Берлинског зида као пример неуспеха комунизма: „Слобода има много потешкоћа, а демократија није савршена. Али никада нисмо морали да подигнемо зид да задржимо наше људе унутра, да их спречимо да нас напусте." Говор је познат по чувеној фрази " Ich bin ein Berliner " ("Ја сам Берлинац"), коју је сам Кенеди почео да испробава припремајући се за путовање. Кенеди је после тога приметио Теду Соренсену: „Никад више нећемо имати више дана као што је овај, све док смо живи“.

#### Економија
Кенеди је окончао период строге фискалне политике, лабавећи монетарну политику да задржи каматне стопе и подстакне раст привреде. Председавао је првим државним буџетом који је достигао 100 долара милијарди марака, 1962. године, а његов први буџет 1961. резултирао је првим нератним, нерецесијским дефицитом у земљи. Економија, која је прошла кроз две рецесије у три године и била у једној када је Кенеди преузео дужност, значајно се убрзала током његове администрације. Упркос ниској инфлацији и каматним стопама, БДП је растао у просеку за само 2,2% годишње током Ајзенхауерове администрације (нешто више од раста становништва у то време), а опао је за 1% током последњих дванаест месеци Ајзенхауерове власти.
Економија се преокренула и напредовала током Кенедијевих година као председника. БДП се повећао у просеку за 5,5% од почетка 1961. до краја 1963, док је инфлација остала стабилна на око 1% и незапосленост се смањила. Индустријска производња је порасла за 15%, а продаја моторних возила за 40%. Ова стопа раста БДП-а и индустрије наставила се до 1969. године и тек треба да се понови у тако дугом временском периоду.
Генерални тужилац Роберт Кенеди заузео је став да су челници илегално удружили се да би одредили цене. Изјавио је: „Ми идемо на шворц. [...] њихове рачуне трошкова, где су били и шта су радили. [...] ФБИ ће их све интервјуисати.[... ] не можемо ово изгубити." Поступци администрације утицали су на УС Стил да поништи повећање цена. Wall Street Journal је написао да је администрација деловала „голом моћи, претњама, [и] агената полиције државне безбедности“.  Професор права са Јејла Чарлс Рајх је у The New Republic изнео мишљење да је администрација прекршила грађанске слободе тако што је позвала велику пороту да оптужи УС Стил за дослух тако брзо.  Уводник у Њујорк Тајмсу похвалио је Кенедијеве поступке и рекао да је повећање цена индустрије челика „угрозило економско благостање земље изазивајући плимни талас инфлације“. Ипак, административни биро за буџет је известио да би повећање цена изазвало нето добит за БДП, као и нето буџетски суфицит. Берза, која је у сталном опадању од Кенедијевог избора 1960. године, пала је за 10% убрзо након акције администрације на индустрију челика.

#### Свемирска политика
Програм Аполо је замишљен почетком 1960. године, за време администрације Ајзенхауера, као наставак пројекта Меркур, да би се користио као шатл до Земљине орбиталне свемирске станице, летова око Месеца или слетања на њу. Док је НАСА наставила са планирањем Апола, финансирање програма било је далеко од извесног, с обзиром на Ајзенхауеров амбивалентан став према летовима у свемир са посадом. Као сенатор, Кенеди се противио свемирском програму и желео је да га прекине.
Приликом конструисања своје председничке администрације, Кенеди је изабрао да задржи последњег Ајзенхауеровог саветника за науку Џерома Визнера као шефа Председничког саветодавног одбора за науку . Визнер се оштро противио истраживању свемира са посадом, пошто је објавио извештај који је веома критичан према пројекту Меркур. Кенедија је одбило седамнаест кандидата за НАСА администратора пре него што је ту функцију прихватио Џејмс Е. Веб, искусни вашингтонски инсајдер који је служио председнику Труману као директор буџета и државни подсекретар. Веб се показао вештим у добијању подршке Конгреса, председника и америчког народа. Кенеди је такође убедио Конгрес да измени Национални закон о аеронаутици и свемиру како би му омогућио да делегира своје председавање Националним саветом за аеронаутику и свемир на потпредседника, и због познавања свемирског програма Џонсона добио у Сенату радећи на стварању НАСА-е и да помогне да политички паметни Џонсон остане окупиран.
У Кенедијевом говору о стању Уније из јануара 1961. предложио је међународну сарадњу у свемиру. Хрушчов је одбио, пошто Совјети нису желели да открију статус својих ракетних и свемирских способности. На почетку свог председничког мандата, Кенеди је био спреман да укине свемирски програм са посадом, али је одложио сваку одлуку из поштовања према Џонсону, који је био снажан присталица свемирског програма у Сенату.

Ово се брзо променило 12. априла 1961. године, када је совјетски космонаут Јуриј Гагарин постао прва особа која је летела у свемир, појачавајући амерички страх да ће бити заостао у технолошком надметању са Совјетским Савезом. Кенеди је сада постао жељан да САД преузму вођство у свемирској трци, из разлога националне безбедности и престижа. Он је 20. априла послао допис Џонсону, тражећи од њега да испита статус америчког свемирског програма и програме који би НАСА-и могли да надокнаде. После консултација са Вернером фон Брауном, Џонсон је одговорио отприлике недељу дана касније, закључивши да „не улажемо максималне напоре нити постижемо потребне резултате ако ова земља жели да достигне лидерску позицију“. Његов допис је закључио да је слетање на Месец са посадом било довољно далеко у будућности да је вероватно да ће Сједињене Државе то остварити прве. Кенедијев саветник Тед Соренсен саветовао га је да подржи слетање на Месец, а Кенеди је 25. маја најавио циљ у говору под називом „Посебна порука Конгресу о хитним националним потребама“:
. . Верујем да ова нација треба да се посвети постизању циља, пре истека ове деценије, слетања човека на Месец и његовог безбедног враћања на Земљу. Ниједан појединачни свемирски пројекат у овом периоду неће бити импресивнији за човечанство, нити важнији за дуготрајно истраживање свемира; и ниједан неће бити тако тежак или скуп за остварити. 

Након што је Конгрес одобрио финансирање, Веб је започео реорганизацију НАСА-е, повећавајући њен ниво особља и изградњу два нова центра: Оперативног центра за лансирање за велику ракету Месеца северозападно од Ваздухопловне станице Кејп Канаверал и Центра за свемирске летелице са људском посадом на копну донираном преко Универзитета Рајс у Хјустону. Кенеди је ову последњу прилику искористио као прилику да одржи још један говор на Рајсу да промовише свемирске напоре 12. септембра 1962, у коме је рекао:
Ниједна нација која очекује да буде лидер других нација не може очекивати да остане иза у овој трци за свемир. . Ми бирамо да идемо на Месец у овој деценији и радимо друге ствари, не зато што су лаке, већ зато што су тешке.
Дана 21. новембра 1962, на састанку кабинета са администратором НАСА Вебом и другим званичницима, Кенеди је објаснио да је снимак на Месец важан из разлога међународног престижа и да је трошак оправдан. Џонсон га је уверио да лекције научене из свемирског програма имају и војну вредност. Очекује се да ће трошкови за програм Аполо достићи 40 долара милијарди (еквивалентно 415,80 долара милијарди у 2024).
У говору у септембру 1963. пред Уједињеним нацијама, Кенеди је позвао на сарадњу између Совјета и Американаца у свемиру, посебно препоручивши да се Аполо пребаци на "заједничку експедицију на Месец". Хрушчов је поново одбио, а Совјети су се обавезали на мисију на Месецу са посадом све до 1964. 20. јула 1969, скоро шест година након Кенедијеве смрти, Аполо 11 је слетео на Месец прву летелицу са посадом.

## Атентат
Председник Кенеди је убијен у Даласу у 12:30 после подне Централно стандардно време (ЦСТ) у петак, 22. новембра 1963. године. Био је у Тексасу на политичком путу да изглади трвења у Демократској странци између либерала Ралфа Јарбороа и Дона Јарбороа (без сродства) и конзервативца Џона Конлија. Путујући у председничкој колони кроз центар Даласа, погођен је једном у леђа, метак му је прошао кроз грло, а једном у главу.
Кенеди је пребачен у болницу Паркланд на хитну медицинску помоћ, где је 30 минута касније, у 1:00, проглашен мртвим. после подне (ЦСТ). Имао је 46 година и био је на функцији 1.036 дана. Ли Харви Освалд, налогодавац у Тексашком складишту школских књига из којег су испаљени пуцњи, ухапшен је због убиства полицајца ЏД Типпита и касније оптужен за Кенедијево убиство. Он је негирао да је пуцао у било кога, тврдећи да је кукавица. Освалд је убијен од стране Џека Рубија 24. новембра, пре него што је могао да буде кривично гоњен. Руби је ухапшен и осуђен за Освалдово убиство. Руби је успешно уложио жалбу на осуду и смртну казну, али се разболео и умро од рака 3. јануара 1967. године, док је био заказан датум за његово ново суђење.
Председник Џонсон је брзо издао извршну наредбу о оснивању Воренове комисије — којом председава главни судија Ерл Ворен — да истражи атентат. Комисија је закључила да је Освалд деловао сам у убиству Кенедија и да Освалд није био део никакве завере. Резултате ове истраге многи оспоравају. Показало се да је атентат био кључни тренутак у историји САД због његовог утицаја на нацију и политичких последица које су уследиле. Анкета Фокс Њуза из 2004. показала је да 66% Американаца мисли да је постојала завера да се убије председник Кенеди, док 74% мисли да је било заташкавања. Галупова анкета из новембра 2013. показала је да 61% верује у заверу, а само 30% мисли да је Освалд то урадио сам. Године 1979. Комисија за атентате америчког Представничког дома закључила је, уз супротно мишљење једне трећине комитета, да верује „да је Кенеди вероватно убијен као резултат завере. Комитет није био у могућности да идентификује друге наоружане нападаче нити размере завере." Овај закључак је углавном заснован на аудио снимцима пуцњаве. Након тога, истражни извештаји ФБИ-јевог Одељења за техничке услуге и посебно именованог Комитета Националне академије наука утврдили су да „поуздани акустички подаци не подржавају закључак да је постојао други наоружани нападач“. Министарство правде закључило је „да се не могу идентификовати убедљиви докази који би подржали теорију завере“ у убиству Кенедија.

## Популарна слика
Кенеди и његова супруга били су млађи од председника и првих дама који су им претходили, а обоје су били популарни у медијској култури на начине који су уобичајенији за поп певаче и филмске звезде него политичаре, утицали су на модне трендове и постали предмет бројних фото-проширења у популарним часописима. Иако је Ајзенхауер дозволио да се председничке конференције за штампу снимају за телевизију, Кенеди је био први председник који је тражио да се оне емитују уживо и добро је искористио медиј. Године 1961. Удружење директора вести радио-телевизије уручило је Кенедију највећу част, награду Пол Вајт, као признање за његов отворен однос са медијима.
Госпођа Кенеди је донела нову уметност и намештај у Белу кућу и руководила њеном рестаурацијом. Позвали су низ уметника, писаца и интелектуалаца на вечере у Белој кући, подижући профил уметности у Америци. На травњаку Беле куће, Кенедијеви су основали базен и кућицу на дрвету, док је Керолајн похађала предшколску установу заједно са још 10 деце у кући.
Кенеди је био уско везан за популарну културу, наглашену песмама као што је „Twisting at the White House”. Први породични комични албум Вона Мидера, који је пародирао председника, прву даму, њихову породицу и администрацију, продат је у око четири милиона примерака.
У интервјуу недељу дана након смрти ЏФК-а, Жаклин Кенеди је споменула своју наклоност бродвејском мјузиклу Камелот и цитирала његове завршне речи: „Не дозволите да се заборави, да је једном постојало место, за један кратак, блистав тренутак који је био познат као Камелот“. Термин "Камелот" је почео да се користи као скраћеница за Кенедијеву администрацију и харизму породице Кенеди.